# Lymantria lucescens
Lymantria lucescens is een vlinder uit de familie van de spinneruilen (Erebidae), onderfamilie donsvlinders (Lymantriinae). De wetenschappelijke naam van de soort is voor het eerst geldig gepubliceerd in 1881 door Butler.
Bij het mannetje is de voorvleugellengte 19 tot 24 millimeter, bij het vrouwtje 30 tot 33 millimeter. De rups wordt 35 tot 40 millimeter lang. Als waardplanten worden soorten eik, iep en ook andere loofbomen gebruikt.
De soort komt voor in Japan en Korea.